# Versus de cuculo
I Versus de cuculo ["Il cuculo"] costituiscono uno dei più significativi esempi di poesia carolingia, declinata nella forma di un contrasto tra due interlocutori fittizi, Menalca e Dafni.
Alcuino di York è stato riconosciuto come autore del componimento, incluso da Ernst Dümmler nella propria edizione ai Carmina alcuiniani sotto il numero 57 (ed. MGH, Poetae Latini Aevi Carolini I, pp. 269 – 270).

## Testo e traduzione
[Versus de cuculo]
M. Plangamus cuculum, Dafnin dulcissime, nostrum,
Quem subito rapuit saeva noverca suis.
D. Plangamus pariter querulosis vocibus illum,
Incipe tu senior, quaeso, Menalca prior.
5 M. Heu, cuculus nobis fuerat cantare suetus,
Quae te nunc rapuit hora nefanda tuis?
D. Heu, cuculus, cuculus, qua te regione reliqui?
Infelix nobis illa dies fuerat.
M. [Omne genus hominum, volucrum simul atque ferarum
10 Convenat nostrum querere nunc cuculum].
D. Omne genus hominum cuculum conplangat ubique,
Perditus est, cuculus, heu, perit ecce meus.
M. Non pereat cuculus, veniet sub tempore veris,
Et nobis veniens carmina laeta ciet.
15 D. Quis scit, si veniat; timeo, est summersus in undis,
Vorticibus raptus atque necatus aquis.
M. Heu mibi, si cuculum Bachus dimersit in undis,
Qui rapiet iuvenes vortice pestifero.
D. Si vivat, redeat, nidosque recurrat ad almos,
20 Nec corvus cuculum dissecet ungue fero.
M. Heu quis te, cuculus, nido rapit ecce paterno?
Heu rapuit, rapuit, nescio si venias.
D. Carmina si curas, cuculus, citus ecce venito,
Ecce venito, precor, ecce venito citus.
25 M. Non tardare, precor, cuculus, dum currere possis,
Te Dafnin iuvenis optat habere tuus.
D. Tempus adest veris, cuculus modo rumpe soporem,
Te cupit, en, senior atque Menalca pater.
M. En tondent nostri librorum prata iuvenci,
30 Solus abest cuculus, quis, rogo, pascit eum?
D. Heu, male pascit eum Bachus, reor, impius ille,
Qui sub- cuncta cupit vertere corda male
M. Plangite nunc cuculum, cuculum nunc plangite cuncti,
Ille recessit ovans, flens redit ille, puto.
35 D. Opto tamen, flentem cuculum babeamus et illum,
Et nos plangamus cum cuculo pariter.
M. Plange tuos casus lacrimis, puer inclite, plange:
Et casus plangant viscera tota tuos.
D. [Si non dura silex genuit te, plange, precamur,
40 Te memorans ipsum plangere forte potes.
M. Dulcis amor nati cogit deflere parentem,
Natus ab amplexu dum rapitur subito.
D. Dum frater fratrem germanum perdit amatum,
Quid nisi iam faciat, semper et ipse fleat.
45 M. Tres olim fuimus, iunxit quos spiritus unus,
Vix duo nunc pariter, tertius ille fugit.
D. Heu fugiet, fugiet, planctus quapropter amarus
Nunc nobis restat, carus abit cuculus.
M. Carmina post illum mittamus, carmina luctus,
50 Carmina deducunt forte, reor, cuculum.
D. Sis semper felix utinam, quocumque recedas,
Sis memor et nostri semper ubique vale.]
[Il cuculo]
Menalca. Piangiamo, Dafni dolcissimo, il nostro Cuculo:
vedi, la cruda matrigna l'ha strappato ai suoi cari. 
Dafni. Piangiamo uniti, abbracciamo i lamenti.
Tu sei più vecchio, Menalca, comincia per primo, ti prego. 
5 M. Ahi, Cuculo, sempre volevi cantare per noi! 
E adesso? Quale ora tremenda ai tuoi t'ha rapito? 
D. Ahi, Cuculo, Cuculo, dove t'ho perduto nel mondo? 
Che giorno infelice! 
M. Ogni uomo, uccello o animale
10 venga e pianga con noi il nostro Cuculo. 
D. Ogni uomo compianga dovunque Cuculo: 
è perduto - ecco muore il mio Cuculo! 
M. No, non deve morire: tornerà a primavera 
tornerà cantandoci canti di gioia. 
15 D. Chissà, se verrà - o sommerso dall'onde 
furiose - ne tremo - è morto per acqua.
M. Ahimè, se Bacco che i giovani inghiotte nel gorgo di morte,
anche Cuculo ha immerso in quei flutti.
D. S'è vivo, possa tornare ai nidi che l'hanno nutrito, 
20 né il corvo strazi con l'unghia feroce il Cuculo.
M. Ahi, Cuculo, chi ti strappa dal nido paterno? 
Lo so, ti ha strappato, non torni.
D. Ma se odi i lamenti, ti chiamo, ecco vieni 
ecco vieni, ti prego, ecco vieni ti chiamo.
25 M. Non sia lento il tuo passo, se correre puoi!
Dafni, il tuo giovane amico, ti vuole. 
D. Primavera s'aderge: Cuculo, squarcia i velami del sonno, 
lo vedi, ti vuole Menalca, l'anziano tuo padre. 
M. A pascolare fra i nostri giovenchi, nei prati dei libri, 
30 manca il solo Cuculo: chi lo pasce, mi chiedo? 
D. D'erba mala lo pasce, ho paura, l'empio Bacco, 
che vuole affondare ogni cuore nel male. 
M. Piangete dunque Cuculo, Cuculo tutti piangete. 
Se ne era andato in festa, ritornerà nel pianto! 
35 D. Ma anche le lacrime avere vorremmo, 
unire al nostro il suo pianto.
M. Piangi sulla tua sventura, ragazzo:
si aprono i visceri al pianto.
D. Piangi, se pietra non ti ha generato: 
40 ricordando te stesso, se puoi.
M. Dolce amore di padre si strazia
se il figlio dalle braccia è strappato.
D. Il fratello perde l'amato frátello
e solo il pianto, per sempre, gli resta.
45 M. Tre fummo una volta, uno spirito solo:
due soli restiamo e il terzo è perduto.
D. Perduto, lo sai, e questo pianto
amaro, questo solo ci resta, di lui.
M. Lamenti mandiamo, lamenti di lutto,
50 se Cuculo possono indietro chiamare.
D. Sii solo felice, ovunque tu vada,
ricorda di noi, sempre e dovunque. Addio!
[Trad.G. Agosti]

## Genere e metro
Il componimento si presenta come una sorta di canto amebeo intonato tra due personaggi, a ognuno dei quali è affidato alternativamente un distico; l’intero carme è costruito seguendo i canoni del metro elegiaco.
Come è stato osservato da Francesco Stella, “nella storia dell’ecloga europea (…) Alcuino è considerato un innovatore, il più importante scrittore di poesia pastorale fra Virgilio e Dante” e al maestro di York si deve soprattutto il merito di aver traghettato la poesia bucolica in un contesto pienamente cristiano e medievale. 
Anche se il modello virgiliano emerge ancora con grande forza tra i versi che qui si inanellano (virgiliani sono i riferimenti onomastici, il contesto bucolico e la costruzione dell’ecloga) si fa strada in questo testo l’influsso della cultura che Alcuino respira a pieni polmoni, una cultura raffinata, di corte, nella quale la poesia diventa anche strumento di dialogo tra intellettuali; non sono rari i casi in cui gli autori si corrispondono attraverso vere e proprie epistole metriche (ne sono un esempio le epistole “amebee” di Paolo Diacono o di Pietro da Eboli) e anche questo testo, come è stato osservato, “in fondo rappresenta una scherzosa e arguta epistola di Alcuino", una composizione pienamente situata nell’ambiente monastico da cui l’autore proviene.

## Contenuto
L’intero contrasto è giocato sull’interazione tra due soggetti, Menalca (probabilmente Alcuino stesso) e Dafni, che con tono drammatico lamentano la perdita del cuculo, sentita sin dai primi versi come insanabile: “è perduto – ecco muore il mio Cuculo!” (v. 12).
Dietro la figura del cuculo, centrale nell’interno dal carme, si celerebbe in realtà l’identità di un certo Dodone, allievo di Alcuino presso il monastero di Tours; l’identificazione con il giovane è stata stabilita grazie ad un’epistola, la n. 65 (cfr. MGH Epist. IV, pp. 107 – 108), in relazione alla quale l’editore Dümmler evidenzia il significato reale sotteso alla nostra composizione:
Il presagio di morte che accompagna i primissimi versi lascia ben presto spazio ad un barlume di speranza, da cui capiamo che non tutto - forse - è perduto: “Tornerà a primavera, tornerà cantandoci canti di gioia” (vv. 13 – 14); Dodone non è morto, è soltanto partito, ora dorme ed è schiacciato dai propri vizi, ma potrebbe tornare. 
La possibilità del ritorno cede improvvisamente il passo alle lacrime, lacrime di nostalgia e di rimpianto ma non di risentimento; l’amore che lega l’io poetico all’allievo prende il sopravvento, e dal cuore si solleva un augurio di sincero affetto, quasi paterno: “Sii solo felice, ovunque tu vada, ricorda di noi, sempre e dovunque, addio!” (vv. 51 – 52).

## Tema dell'amicizia perduta
Gli scritti di Alcuino sono disseminati di similitudini ornitologiche, utilizzate dall’autore per alludere velatamente ai propri amici più stretti, compagni di vita e d’arte, sia nelle proprie poesie (cfr. MGH, Poetae Latini Aevi Carolini I, Carm. 59 e 60) che nelle proprie lettere (cfr. MGH Epist. IV, n. 181, 245, 251, etc.). 
Il componimento, in apparenza un lamento funebre, lascia quasi subito spazio ad un più esteso compianto per la perdita dell’amico, causa per chi scrive di un vuoto esistenziale che non può essere in alcun modo colmato (“Il fratello perde l’amato fratello e solo il pianto, per sempre, gli resta”, vv. 43 – 44). Come è stato a ragione osservato, Alcuino “è poeta del rimpianto, sofferente per la lontananza o il silenzio dell’amico”, massimo esponente di quella “poesia dell’assenza” che troverà la massima espressione in un poeta di seconda generazione come Valafrido Strabone (cfr. MGH, Poetae Latini Aevi Carolini II, n. 59, p. 403: Ad amicum).
In un contesto spirituale e monastico come quello in cui si trova Alcuino il bisogno dell’altro viene sublimato nella forma più perfetta di relazione umana, quella tra un amici, potenzialmente in grado – come direbbe Aristotele – di unire due corpi in una sola anima (“Tre fummo una volta, uno spirito solo”, v. 45) e guidarli verso Dio. 
Questo “culto dell’amicizia”, trasversale a grossa parte delle liriche carolingie (e non solo), è stato oggetto di diverse interpretazioni, sia simboliche e teologiche (i tre amici sarebbero immagine della Trinità) che omoerotiche, tutto sommato anacronistiche rispetto al reale contesto in cui questi testi prendono forma.

## Terminologia e note
- v. 2: il termine latino noverca (in italiano matrigna) è di ascendenza virgiliana (cfr. Georg. 2, 128) e viene utilizzato per alludere alla dimensione carnale. Come evidenziato da Stella il rinvio a questa dimensione si comprende in relazione all’epistola n. 65 (cfr. MGH Epist. II, p. 107) in cui Alcuino stesso afferma: “inmitiorque noverca tam tenerum de paterno gremio per libidum vortices caro rapuit” (it. “e una matrigna più impietosa strappò con brama un figlio così tenero dal grembo paterno, attraverso i vortici della lussuria”);
- v. 7: viene qui riprodotto un drammatico verso di Virgilio, riferito al tragico episodio di Eurialo e Niso (cfr. Aen. 9, 390: “Euryale infelix, qua te regione reliqui?”);
- vv. 9 – 10: sono stati espunti all’interno dell’edizione Dümmler, come anche i vv. 39 - 52;
- v. 19 e 21: i termini nidos e nido assumono nella produzione alcuiniana un alto valore simbolico e affettivo; il nido è sinonimo di rifugio e amicizia, utilizzato spesso per alludere al contesto monastico e scolastico di Tours. Nell’epistola n. 251 (cfr. MGH Epist. II, p. 406) ne abbiamo subito prova: “Postquam de paternae pietatis nido in publicas saecularium negotiorum evolastis auras, mentis meae sollicitudo vestram omnibus pene horis occupationem comitata est”, it. “Dopo che siete volati via dal nido della pietà paterna verso le pubbliche arie delle occupazioni secolari, la preoccupazione della mia mente ha accompagnato la vostra attività quasi in ogni ora”);
- v. 20: il sostantivo corvus (it. corvo) è connotato in senso fortemente negativo, associato al peccato e al demonio;
- v. 27: veris (it. primavera) e sopor (it. sonno) sono due termini chiave, entrambi intrisi di una forte simbologia. La primavera è tradizionalmente considerata il tempo dell’amore e del risveglio dei sensi e viene qui associata al momento del possibile ricongiungimento tra i tre amici; le viene contrapposto il torpore del cuculo, che dorme ottenebrato dai piaceri mondani che lo tengono lontano dal proprio nido;
- v. 29: la metafora dei prati-libri è frequentemente usata dai poeti carolingi, e trova il suo sviluppo più maturo in un autore come Smaragdo di Saint-Mihiel, che in uno dei suoi componimenti “invita il lettore a entrare nei campi del libro per conoscere i sentieri della grammatica”[6] e muovere i propri passi verso la conoscenza;
- v. 32: il verbo latino subvertere (it. affondare) viene sezionato in due parti, poste alle estremità del verso, secondo un procedimento - comune nella poesia carolingia - che prende il nome di tmesi;
- v. 45: la connotazione del verso è fortemente religiosa; considerando il contesto in cui Alcuino scrive è impossibile non cogliere nell’espressione “spiritus unus” un velato ed audace riferimento allo Spirito Santo e considerare i tre amici come metafora trinitaria;
- v. 50: il verso alcuiniano sembra riprendere in misura parodica un passaggio estremamente suggestivo, di matrice virgiliana: “Carmina vel caelo possunt deducere lunam” (cfr. Ecl. 8, 69: “I carmina possono far scendere la luna dal cielo”); nel nostro caso il poeta si augura che per mezzo dei propri carmina (it. “lamenti”, che in Virgilio mantengono l’originario significato di “formule magiche”) possa riavere indietro il proprio amato cuculo.

## Paternità
La costruzione atipica del componimento ha indotto diversi studiosi ad escludere la paternità alcuiniana; a sostegno di tale ipotesi vi è l’assenza di prologo e la costruzione irregolare di alcuni versi, in cui viene meno la coerenza temporale (cfr. in particolare vv. 47 - 48 e 50). Ad oggi, tuttavia, l'attribuzione di questo canto ad Alcuino di York trova ampio consenso presso gli studiosi.

### Edizioni
- Alcuini (Albini), Carmina, ed. Ernst Dümmler in: Monumenta Germaniae Historica, Poetae Latini Aevi Carolini, vol. I, Weidmannos 1881, pp. 113, 160 – 351, 630 – 633;
- E. Dümmler, Poetae Latini Aevi Carolini, vol. II in: Monumenta Germaniae Historica, Weidmannos 1884, pp. 690 – 693;
- E. Dümmler, Poetae Latini Aevi Carolini, vol. IV in: Monumenta Germaniae Historica, Weidmannos 1899, pp. 904 – 910, 1128;
- K. Strecker, Poetae Latini Aevi Carolini vol. VI in: Monumenta Germaniae Historica, Poetae Latini Aevi Carolini, Weimar 1884, p. 159;
- Alcuino, Canti, ed. C. Carena, Firenze 1956;
- Alcuini, Carmina, ed. J. P. Migne, Patrologia Latina 101, Parigi 1863;

### Studi
- F. Stella, La poesia carolingia, Firenze 1995;
- F. Stella, La poesia carolingia latina a tema biblico, Firenze 1993;
- W. Bulst, Alchuinus “ Ecloga de cuculo”, “ZDADL” 86 (1955), pp. 193 – 196;
- R. P. H. Green, Seven Version of Carolingian Pastoral, Reading 1980, pp. 9 – 10 e 46 – 51;
- P. G. Walsh, in: Papers of the Liverpool Latin Seminar 1976, Liverpool 1977, pp. 161 – 162;
- P. D. Scott, Alcuin as a Poet: Rhetoric and Belief in bis Latin Verses, «Univ. of Toronto Quarterly», 33 (1963-1964) 233 – 257;
- G. Dall'Orto, Tutta un'altra storia. L'omosessualità dall'antichità al secondo dopoguerra, Milano 2015;
- E. Carrara, La poesia pastorale, Milano 1909.